# タルナ (エトルリア神話)
タルナ（Thanlna）はエトルリア神話における出産の女神 。ただし、エトルリア神話において、特定の性別属性は重要ではなく、直接的な描写もしくは周辺に記載されている名称から、男神としても描かれている。予言と友情を司る神でもある。名前は「成長」や「開花」を意味すると言われる。エトルリアの芸術においてはトゥラン、ティニア、そしてムネルヴァと共に描かれる例が多い。
エトルリアの銅鏡には、出産や育児と関係する場面を見守る姿が確認されている。